# 東京だるま
東京だるま（とうきょうだるま）は、別名多摩だるま（たまだるま）ともいわれ、東京都西部で生産されているだるまである。主な生産地として、瑞穂町、青梅市、立川市がある。現在、生産を続けているだるま屋は数軒ほどである。JR八高線箱根ヶ崎駅に瑞穂町の特産品として、東京だるまが展示されている。
現在の多摩地域を含む武蔵国ではすでに18世紀後半には織物の産地として有名であった。当時の有名な織物の産地として飯能、青梅、八王子、川越、五日市、拝島などがあり、生糸や絹の取引をする市がにぎわっていたという。これらの市が経済的に熟成すると在郷町が各地に出現した。各地の養蚕農家が豊作や息災を願って神棚に飾ったことからだるま作りが広まり、やがて、織物市がだるま市に変化していったとされる。
調布市深大寺、飯能市、青梅市、川越市、あきる野市、昭島市拝島では現在でも「だるま市」が開催されている。

## 特徴
- だるまの木型に紙を貼り、乾いたら木型を抜き張子を作る。張子には「しった」とよばれる底をつけることによって、いわゆる「七転び八起き」を実現している。
- 顔は職人たちの手によって描かれている。高崎だるまと比較して毛の量が少なく、あっさりとした顔が多い。
- 生産は秋から冬にかけて行われる。関東の空っ風が塗料を乾燥させるのに適しているとされる。
- 年内に作られただるまは次の年の正月に行われるだるま市によって売られる。東京だるまを買うことができるだるま市は東京都に限らず、埼玉県の川越市、所沢市、入間市でも行われている。
- 目は白目のまま売られ、買い手が後から黒目を入れることができるようになっている。
- 最近は赤のだるまだけでなく、金、銀、白やその他カラフルな色をしただるまも生産されている。また、腹部に「合格」と記された、合格祈願のだるまも生産されている。

## 歴史
明治～大正期
- 横浜港が開港し、多摩地域の生糸が高騰する。多摩地域と横浜港を結び、生糸を運ぶ通路となった現在の国道16号は、「シルクロード」と呼ばれる。それに伴い、生糸の良い「仕上がり」とだるまの「起き上がり」をかけ、だるまの販売数が増える。

昭和期
- 現存する職人によると、太平洋戦争中であってもだるま市は続けられていたとのこと。戦後は材料が不足し、購入するのに都内まで歩いていったという。
- 高度経済成長期に入ると、化学繊維の登場もあって生糸の価値は下がったがだるまの売上げは経済成長とともに伸びていったという。

平成期
- 不況のため、だるまの売上げが大幅に減少。だるま一個の価格も減少傾向にある。
- この頃から、カラフルなだるまや合格だるまなど、従来にないだるまが生産されるようになる。

## 東京だるまを買うことができるだるま市
- 1月1日 阿豆佐味天神社（あずさみてんじんしゃ：東京都立川市）、お伊勢の森（東京都武蔵村山市）
  - 阿豆佐味天神社では、大晦日の夜中から元日の朝にかけてだるま市が開かれる。初詣の人でいっぱいになる。
  - お伊勢の森では、朝8時くらいに市が始まり、夕方には終わる。
- 1月2日 拝島大師（東京都昭島市）
  - 明治期には、武蔵国から横浜へ絹を運ぶルート（現在の国道16号）の途中にあり、繁昌した。
- 1月3日  拝島大師、川越大師（埼玉県川越市）
  - 拝島大師では前日に引き続きだるま市が開かれる。
  - 川越大師（喜多院）には東京だるまだけでなく、高崎だるまの店が多く集まる。
- 1月5日 久米水天宮（埼玉県所沢市）
  - 1月5日の初水天宮大祭に合わせて境内にだるま市が立つ。殆どが東京だるまの店。
- 1月6日、7日  矢颪（やおろし）毘沙門天（埼玉県飯能市）
  - 夜通し（よどうし）と呼ばれるだるま市が開かれる。夜通しとは一晩中行われるだるま市の一形態で、6日の夕方から7日の夕方までほぼ一日を通して開かれる。
- 1月10日  五日市（東京都あきる野市）
  - この市は、五日市という名前に由来しているらしい。五日市とは五の倍数に当たる日に開かれる市のことで、10日も市が開かれる日であった。
- 1月12日  青梅市（東京都青梅市）
  - 1月12日に開かれるだるま市は、拝島大師と並んで大規模な市であるが、拝島大師と違う点は、だるまがメインであるということである。拝島大師は、参拝ついでにだるまでも買っていこうか、というニュアンスが強いが、青梅市の場合、客はだるま目当てに市に訪れる。そのため、だるま市の中でも「売れる」市である。一説によるとこの市の発端は室町時代の織物市に由来しており、だるま市の形態になったのは約180年前であるらしい。現在では新宿と青梅を結ぶ幹線道路の一つ、青梅街道の一定の距離、時間を通行止めにし、そこに店が広げられる。
- 1月14日  野田の弁天（埼玉県入間市）
- 1月18日  円福寺（東京都西多摩郡瑞穂町）
- 1月28日 高幡不動（東京都日野市）
- 2月3日 高幡不動（東京都日野市）
  - 節分に合わせて行われるだるま市。毎年、有名人が豆を撒きにくる。
- 2月11日  白河市（福島県白河市）
  - 建国記念日に合わせて行われるだるま市。
- 3月3日 深大寺（東京都調布市）「厄除元三大師大祭（やくよけがんざんだいしたいさい）」・「深大寺のだるま市」
  - 深大寺最大の行事であり日本三大だるま市。300店程の店が軒を並べて10万人前後の人々が訪れる。江戸中期の300年前から存在すると言われる。願掛けの際に梵字で「ア」，願いが叶ったら「ウン」の字を入れる。「お練り行列」・「元三大師御影供（がんざんだいしみえく）」がとり行われる。